# Echinolaena
Echinolaena Desv. é um género botânico pertencente à família Poaceae, subfamília Panicoideae, tribo Paniceae.
Suas espécies ocorrem na África, América do Norte e América do Sul.

## Sinônimos
- Chasechloa A.Camus
- Echinochlaena Spreng. (SUO)

## Espécies
- Echinolaena boiviniana  A.Camus
- Echinolaena brachystachya (Trin.) Kunth
- Echinolaena ecuadoriana Filg.
- Echinolaena gracilis Swallen
- Echinolaena hirta Desv.
- Echinolaena inflexa (Poir.) Chase
- Echinolaena loliacea (Bert.) Kunth
- Echinolaena madagascariensis Baker
- Echinolaena minarum (Nees) Pilg.
- Echinolaena navicularis (Nees) Kunth
- Echinolaena nemorosa (Sw.) Kunth
- Echinolaena oplismenoides (Munro ex Döll) Stieber
- Echinolaena polystachya Kunth
- Echinolaena procurrens (Nees ex Trin.) Kunth
- Echinolaena scabra Kunth
- Echinolaena standleyi (Hitchc.) Stieber
- Echinolaena trinii  Zoll. & Moritzi